# Marie Sebag
Pour les articles homonymes, voir Sebag.
Marie Sebag, née le 15 octobre 1986 à Paris, est une joueuse d'échecs française, grand maître international féminin (GMF), grand maître international (GMI) et première joueuse française à obtenir ce titre[réf. souhaitée].
Au 1er janvier 2019, avec un classement Elo de 2 476 points, elle est la 16e joueuse mondiale, la première joueuse française et le 34e joueur français.

## Carrière échiquéenne

### Championne d'Europe des moins de 12 ans
En 1998, Marie Sebag obtient le titre de championne d'Europe des moins de 12 ans, titre qu'elle obtient l'année suivante dans la catégorie des moins de 14 ans, et en 2002 dans la catégorie des moins de 16 ans. En 2004, elle est 1re ex æquo du Championnat du monde des moins de 18 ans (2e au départage)[réf. souhaitée].

### Championne de France
En 2000, alors âgée de 14 ans, Marie Sebag remporte le championnat de France d'échecs féminin, puis à nouveau en 2002.[réf. souhaitée]

### Championne d'Europe par équipes (2001)
En 2001, Marie Sebag devient championne d'Europe par équipes à León (en l'absence de la Russie et de l'Arménie), où elle réalise des normes de Grand maître féminin et de Maître International en seulement huit parties, avec une performance Elo de 2 717. Elle est considérée comme la plus forte joueuse de ce championnat.

### Maître international (2003)
En 2003, Marie Sebag obtient le titre de maître international (titre mixte) et termine quatrième du Championnat d'Europe féminin.

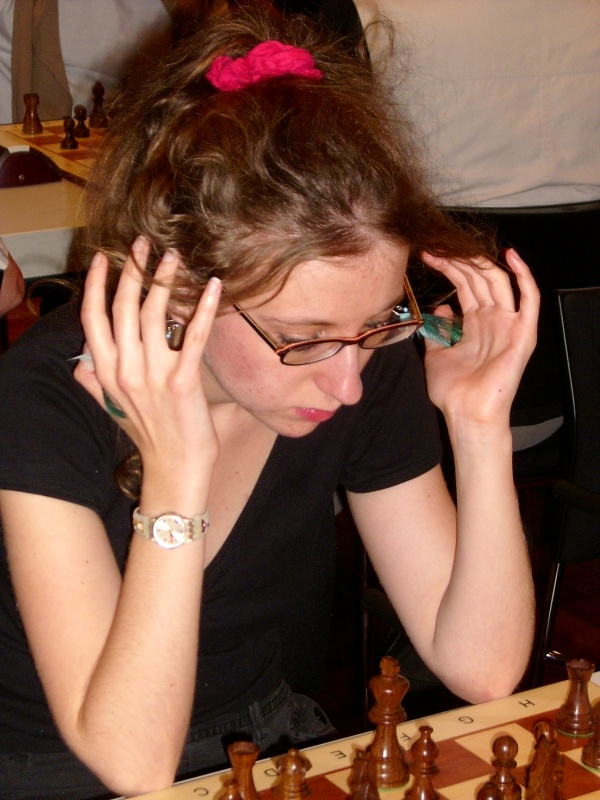
Marie Sebag en 2007.

### Grand maître international (2008)
Membre du Cercle d’Échecs de Strasbourg, Marie Sebag devient grand maître féminin (GMF) et grand maître international (GMI), ayant effectué sa troisième et dernière norme de GMI au championnat d'Europe (épreuve mixte) de Plovdiv en mai 2008. Elle est la première joueuse française à obtenir ce titre.

### Championnats du monde féminins
En 2006, Marie Sebag atteint les quarts de finale du championnat du monde féminin en battant Ielena Zaïats, Humpy Koneru et Qin Kanying, puis s'incline face à la Russe Svetlana Matveïeva. Elle obtient l'année suivante son meilleur Classement Elo, arrivant à la 7e place mondiale féminine[réf. souhaitée].
En 2012, elle atteint de nouveau les quarts de finale du championnat du monde féminin, mais s'incline au départage face à la Bulgare Antoaneta Stefanova.
En mars et avril 2015, à Sotchi, elle élimine la Chinoise Wang Jue, puis elle bat l'ex-championne du monde Anna Ushenina, avant de s'incliner contre la future finaliste Natalia Pogonina.
| Année | Lieu                    | Résultat                         | Ultime adversaire    | Adversaires battues                          |
| ----- | ----------------------- | -------------------------------- | -------------------- | -------------------------------------------- |
| 2004  | Elista                  | deuxième tour                    | Maïa Tchibourdanidzé | Natalia Pogonina                             |
| 2006  | Iekaterinbourg, Russie  | quart de finale (quatrième tour) | Svetlana Matveïeva   | Ielena Zaïats Humpy Koneru Qin Kanying       |
| 2008  | Naltchik, Russie        | premier tour                     | Anna Gasik           |                                              |
| 2010  | Antakya, Turquie        | deuxième tour                    | Anna Zatonskih       | Irina Vassilievitch                          |
| 2012  | Khanty-Mansiïsk, Russie | quart de finale (quatrième tour) | Antoaneta Stefanova  | Irina Berezina Olga Guiria Alissa Galliamova |
| 2015  | Sotchi                  | troisième tour                   | Natalia Pogonina     | Wang Jue, Anna Ushenina                      |
| 2021  | Sotchi (coupe du monde) | troisième tour                   | Tan Zhongyi          | Penelope Drastik Almira Skripchenko          |

En juin 2015, Marie Sebag fait une entrée remarquée, en Top 12 par équipes, dans les rangs du Cercle d’échecs de Strasbourg. L'équipe de son nouveau club prend la quatrième place, Sebag battant notamment le grand maître Arkadij Naiditsch.

### Vice-championne d'Europe individuelle (2019)
En mars 2012, Marie Sebag finit cinquième du Championnat d'Europe individuel féminin.
En 2019, elle devient vice-championne d'Europe féminine à Antalya.

### Participation aux Olympiades d'échecs
Marie Sebag a représenté plusieurs fois la France aux Olympiades d'échecs : en 2002, l'équipe dont elle fait partie termine à la 24e place ; en 2004, son équipe termine 5e, ce qui constitue le meilleur résultat pour une équipe de France dans cette compétition.
Elle occupe le premier échiquier de l'équipe de France à quatre reprises. En 2008, son équipe finit à la 13e place. En 2010, son équipe termine à la 16e place. En 2014 à Tromsø (Norvège), l'équipe de France féminine d'échecs finit à la 12e place, comme en 2018 à Batoumi (Géorgie).

### Une partie
Dimitrijević-Sebag, Hengelo, 2004,
1. f4 d5 2. Cf3 g6 3. e3 Fg7 4. Fe2 Cf6 5. 0-0 0-0 6. d3 c5 7. De1 Cc6 8. c3 d4 9. cxd4 cxd4 10. e4 Cg4 11. a3 Db6 12. b4 a5 13. bxa5 Cxa5 14. h3 Cb3 15. Ta2 Cxc1 16. Dxc1 Ce3 17. Tb2 Df6 18. Tf2 Dxf4 19. Dc5 Fxh3!! 20. Cg5 Dg3 21. Cxh3 Fe5! 0-1.

## Publications
- L'Intelligence de l'échiquier : Stratégies de la meilleure joueuse française pour votre quotidien (préf. Tarik Choho), Robert Laffont, 2023, 192 p. (ISBN 2221260740)

## Autres activités
Le 25 mai 2012, Marie Sebag participe sur TF1 à l'émission de téléréalité Secret Story (saison 6) avec pour secret « Je suis grand maître international d'échecs », mais abandonne le jeu trois jours plus tard. Elle revient dans la Maison des Secrets la veille de la finale, à l'occasion du « retour des anciens ».